# Maison Kurtenia
La maison Kurtenia (finnois : Kurtenian talo) ou maison de la Vaasan Osake-Pankki (finnois : Vaasan Osake-Pankin talo)  est un bâtiment construit dans le quartier Keskusta de Vaasa en Finlande.

## Histoire
Kurtenia est un bâtiment Art nouveau de 5 étages conçu par Fredrik Thesleff, qui a été achevé en 1904-1905 pour l'usage de la banque Vaasan Osake-Pankki (fi). 
La surface habitable est de 4 809 m2.
La maison est nommée en l'honneur de Joachim Kurtén (fi).

## Description
Le bâtiment de cinq étages, est de style Art nouveau.
Les portails et les portes sont de style Art Nouveau et un aigle couronné garde l'entrée.
Les voutes peintes et les colonnes décorées complètent les décorations des murs.
Kurtenia est l'une des propriétés les plus précieuses sur le plan culturel et historique de Vaasa.
Le bâtiment a fait l'objet d'une rénovation durant l'été 2014, au cours de laquelle ses toitures ont été remplacées.